# .no
Pour les articles homonymes, voir NO.
.no est le domaine de premier niveau national (country code top level domain : ccTLD) réservé à la Norvège.